# Quận của tỉnh Jura
3 quận của tỉnh Jura gồm:
1. Quận Dole, (quận lỵ: Dole) với 10 tổng và 130 xã. Dân số của quận này là 76.433 người năm 1990, 77.078 người năm 1999, tăng trưởng dân số là 0.84%.
2. Quận Lons-le-Saunier, (tỉnh lỵ của tỉnh Jura: Lons-le-Saunier) với 19 tổng và 344 xã. Dân số của quận này là 122.031 người năm 1990, và 122.373 người năm 1999, tăng trưởng dân số là 0.28%.
3. Quận Saint-Claude, (quận lỵ: Saint-Claude) với 5 tổng và 71 xã. Dân số của quận này là 50.295 người năm 1990, và 51.406 người năm 1999, tăng trưởng dân số là 2.21%.